# Watari-kun's ****** Is About to Collapse
«Watari-kun's ****** Is About to Collapse» (яп. 渡くんの××が崩壊寸前, Watari-kun no xx ga Hōkaisunzen, Ватарі-кун ****** ось-ось зламається) — манґа, написана та ілюстрована Нару Нарумі. Спочатку серіалізувалася у журналі Young Ace видавництва Kadokawa Shoten з серпня 2014 року по червень 2015 року. Пізніше серію було перенесено до Monthly Young Magazine видавництва Kodansha, де вона виходила з листопада 2015 року по вересень 2023 року. Аніме-телесеріал, створений студією Staple Entertainment, прнм'єрував у липні 2025 року.

## Персонажі
Наото Ватарі (яп. 渡直人, Watari Naoto)
Сейю: Суічіро Умеда
Сацукі Тачібана (яп. 館花紗月, Tachibana Satsuki)
Сейю: Юміка Яно
Юкарі Ісіхара (яп. 石原紫, Ishihara Yukari)
Сейю: Юріе Іґома

## Медіа

### Манґа
Написана та ілюстрована Нару Нарумі, манґа «Ватарі-кун ****** ось-ось зламається» спочатку серіалізувалася в журналі «Young Ace» видавництва Kadokawa Shoten з 4 серпня 2014 року по 4 червня 2015 року. Пізніше її було перенесено до «Monthly Young Magazine» видавництва Kodansha, де вона виходила з 20 листопада 2015 року, по 20 вересня 2023 року. Розділи серії були зібрані в шістнадцять томів танкобон з лютого 2015 року по листопад 2023 року.
Під час своєї панелі на Anime NYC у 2019 році Kodansha USA оголосила, що ліцензувала манґу лише в цифровому форматі.
| №  | Дата виходу                           | ISBN                                              |
| -- | ------------------------------------- | ------------------------------------------------- |
| 1  | 14 лютого 2015 (KS) 6 травня 2016 (K) | ISBN 978-4-04-102797-4 (KS) 978-4-06-382780-4 (K) |
| 2  | 17 червня 2016                        | ISBN 978-4-06-382809-2                            |
| 3  | 6 січня 2017                          | ISBN 978-4-06-382909-9                            |
| 4  | 6 липня 2017                          | ISBN 978-4-06-510023-3                            |
| 5  | 5 січня 2018                          | ISBN 978-4-06-510701-0                            |
| 6  | 6 вересня 2018                        | ISBN 978-4-06-512808-4                            |
| 7  | 6 березня 2019                        | ISBN 978-4-06-514805-1                            |
| 8  | 4 жовтня 2019                         | ISBN 978-4-06-517291-9                            |
| 9  | 4 вересня 2020                        | ISBN 978-4-06-520694-2                            |
| 10 | 5 березня 2021                        | ISBN 978-4-06-522588-2                            |
| 11 | 5 серпня 2021                         | ISBN 978-4-06-524343-5                            |
| 12 | 18 лютого 2022                        | ISBN 978-4-06-526831-5                            |
| 13 | 20 липня 2022                         | ISBN 978-4-06-528418-6                            |
| 14 | 19 січня 2023                         | ISBN 978-4-06-530414-3                            |
| 15 | 18 серпня 2023                        | ISBN 978-4-06-532372-4                            |
| 16 | 20 листопада 2023                     | ISBN 978-4-06-532693-0                            |

### Аніме
Про аніме-адаптацію було оголошено в журналі «Monthly Young Magazine» 20 вересня 2023 року. Пізніше було підтверджено, що це буде телевізійний серіал, створений студією Staple Entertainment. Режисером став Такаші Наоя, Тацуя Такахаші відповідав за композицію серіалу, Тецуя Ямада писав сценарії разом з Наоєю, Мацуо Асамі був помічником режисера, а Шьоко Ясуда розробляла дизайн персонажів і була головною директоркою анімації разом з Юкійо Коміто, Тошіміцу Кобаяші та Таеко Огі. Прем'єра відбулась 5 липня 2025 року на Tokyo MX та інших каналах. Відкриваюча пісня — «Yuurei ni Naritai» (Я хочу стати привидом) у виконанні Yuika, тоді як закриваюча пісня — «Ai Ai Ai Ai AI» (Любов Любов Любов Любов Любов) у виконанні Pedro. Crunchyroll транслюватиме серіал.

## Нотатки
1. ↑  Tokyo MX вказує прем'єру серіалу 4 липня 2025 року о 25:00, що фактично є 5 липня о 1:00 ночі за японським часом.